# NGC 7833
NGC 7833 је четворострука звезда у сазвежђу Пегаз која се налази на NGC листи објеката дубоког неба.
Деклинација објекта је + 27° 38' 48" а ректасцензија 0h 6m 32,6s. Привидна величина (магнитуда) објекта NGC 7833 износи 13,2.